# Rhampsinit

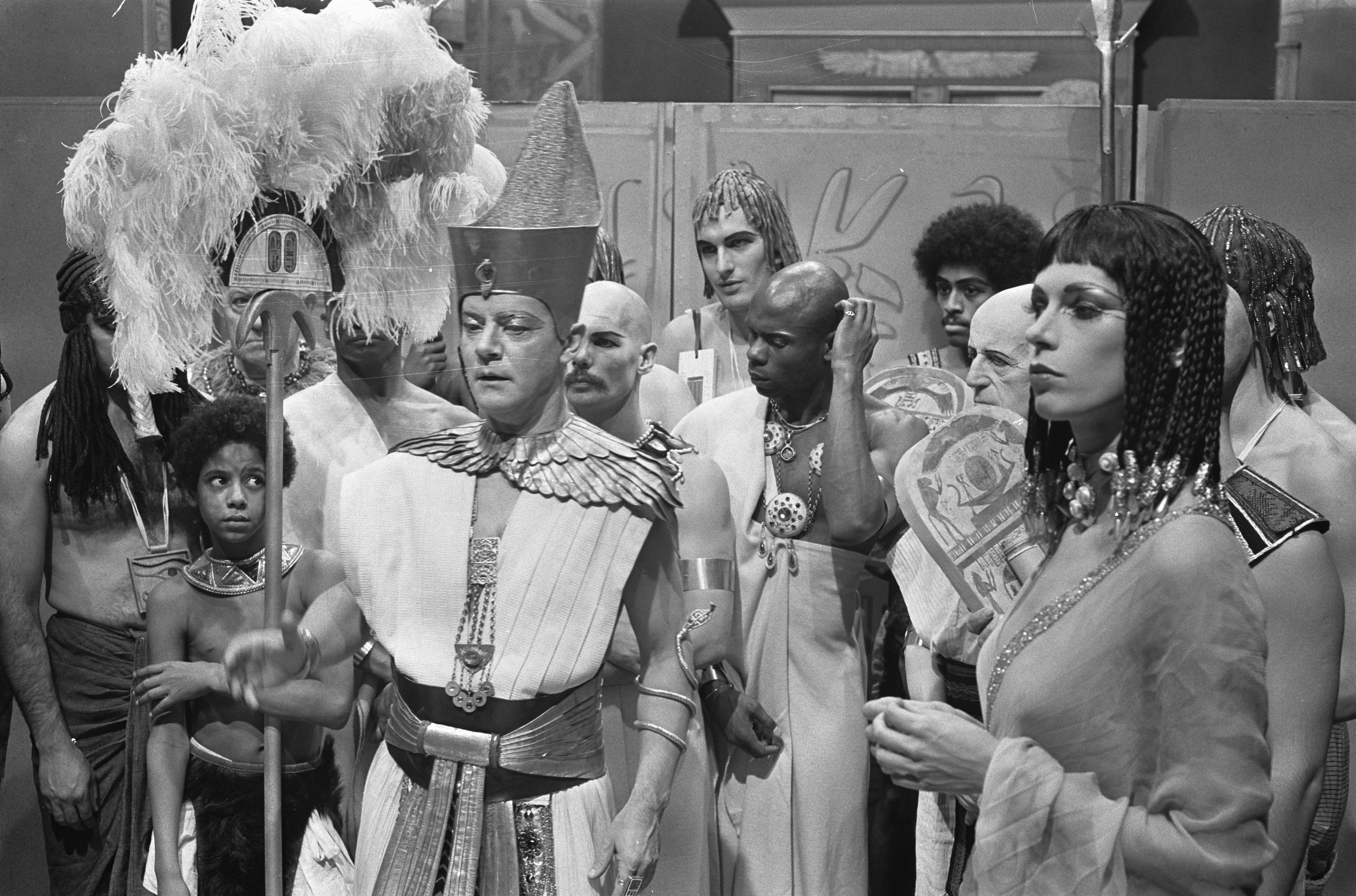
Rhampsinit (télé néerlandaise, 1973)

Rhampsinit (Ῥαμψίνιτος) est un roi légendaire d’Égypte antique. L'historien grec Hérodote le nomme dans ses Histoires, le présentant comme un successeur de Protée (en). Selon l'historien, il aurait possédé plus de richesses que tous les rois égyptiens après lui. Pour les conserver, il aurait fait construire dans son palais un édifice en pierre, dont un mur donnait sur l'extérieur. L'architecte aurait arrangé une des pierres de manière qu'elle puisse être déplacée, pour permettre l'accès à l'intérieur. À sa mort, il confia le secret à ses deux fils, qui puisèrent allègrement dans les trésors du roi.
Suivant les conjectures, il régnait durant le XIIe siècle av. J.-C. Il avait bâti à Memphis un temple au dieu Ptah. 
D'après la tradition, il descendit vivant aux Enfers, où il joua aux dés avec Déméter, qui, de retour sur la terre, lui fit don d'une serviette d'or. 
Il apparait aussi dans Le conte de Rhampsinit, notamment publié par l'égyptologue français Gaston Maspero dans Les Contes populaires de l'Égypte ancienne en 1889. Le savant le date de l'époque saïte et indique que la plus ancienne version conservée connue est celle d'Hérodote. Ce conte est présent chez la plupart des peuples d'Orient et d'Occident. S'il n'est pas d'origine égyptienne, il était égyptianisé depuis longtemps lorsque l'historien grec le recueillit. Aussi, le nom de ce personnage a été donné au héros de plusieurs aventures merveilleuses. L'histoire de son passage aux Enfers rappelle singulièrement deux autres contes figurant dans Le cycle de Satni-Khâmoîs (également réunis dans le recueil de Maspero). D'une part, on y retrouve la partie de Satni contre Nenoferképhtah dans L'aventure de Satni-Khâmoîs avec les momies, d'une autre la descente de Satni dans l'Hades par l'intervention de Sénosiris dans L'aventure véridique de Satni-Khâmoîs et de son fils Sénosiris. 

## Source
- Grand dictionnaire universel du XIXe siècle